# Ndougou
Ndougou é um departamento da província de Ogooué-Maritime, no Gabão.